# Jiichirō Date
Jiichiro Date, född den 6 januari 1952 i Saiki, Japan, död 20 februari 2018 i Chōfu, var en japansk brottare som tog OS-guld i welterviktsbrottning i fristilsklassen 1976 i Montréal.